# Loxopholis parietalis
Loxopholis parietalis — вид ящірок родини гімнофтальмових (Gymnophthalmidae). Мешкає в Південній Америці.

## Поширення і екологія
Loxopholis parietalis мешкають на сході Колумбії, на південному заході Венесуели, на сході Еквадору і півночі Перу. Вони живуть у вологих рівнинних тропічних лісах, на узліссях і галявинах, трапляються на болотах.